# Paz de los Treinta Años
La Paz de los Treinta Años fue un tratado, firmado entre las antiguas ciudades griegas de Atenas y Esparta, en 446/445 a. C. Este tratado puso el final al conflicto comúnmente conocido como la primera guerra del Peloponeso, que «incendiaba» Grecia desde el año 460 a. C.
El fin del tratado era prevenir otro estallido de la guerra. Atenas se vio forzada a abandonar sus posesiones en el Peloponeso, que incluían los puertos megarenses de Nisea y Pegas con Trecén y Acaya en la Argólida, pero pudo conservar Naupacto.  Esto permitió descartar los conflictos entre Atenas y Esparta, si al menos una de ellas deseaba el arbitraje. Las polis neutrales podían unirse a uno u otro lado. Esto implica que se había formalizado una lista de aliados por cada bando.  Atenas y Esparta mantendrían los territorios pendientes de arbitraje. Ambas Ligas se reconocían como legítimas, lo que suponía un impulso para Atenas y su recién formado imperio en el Egeo.
Sin embargo, la Paz de los Treinta Años, solo duró 13 años, porque en el año 432 a. C., Atenas atacó y derrotó a un aliado espartano en la batalla de Potidea. Y esta victoria, unida a las recientes sanciones comerciales atenienses contra la ciudad de Megara, aliada de Esparta, provocó que los espartanos manifestaran que los atenienses habían infringido el tratado, declarándoles, por lo tanto, la guerra. En ese momento la Paz de los Treinta Años fue suspendida, y la segunda guerra del Peloponeso (comúnmente conocida como la guerra del Peloponeso) comenzó.